# پیز دورا
پیز دورا (به لاتین: Piz Dora) یک کوه در سوئیس است که در کانتون گراوبوندن واقع شده‌است. پیز دورا ۲٬۹۵۱ متر بالاتر از سطح دریا واقع شده‌است.